# Primarschule Castaneda
Die Primarschule Castaneda befindet sich in Castaneda und wurde 1982 nach Plänen des Graubündner Architekten Max Kasper errichtet.

## Geschichte
Die Gemeinde Castaneda schrieb im Jahr 1977 einen Wettbewerb für eine Zentralschulanlage aus. Es entstand ein bedeutendes Bündner Beispiel Postmoderner Architektur.
Das Schulhaus gehört zu den geschützten Kulturgütern in Castaneda.

## Architektur
Das Schulhaus von Kasper, das zwischen 1981 und 1982 ausgeführt wurde, ist von der Tessiner Tendenza, geprägt von Luigi Snozzi, Mario Botta, Aurelio Galfetti, Livio Vacchini, Flora Ruchat-Roncati, Ivo Trümpy und Rino Tami, inspiriert. Die Anlage umfasst vier Baukuben – drei Klassentrakte und eine Mehrzweckhalle – die ausgangs des Dorfkerns in linearer Anordnung längs zur Kantonsstrasse aufgestellt sind. Durch die Auflösung des Bauvolumens in einzelne kleine Gebäudeteile fügt sich das Schulensemble dem Massstab der örtlichen Bebauung an. Der öffentliche Freiraum der Schule gibt dem Dorf eine neue Mitte. Es lassen sich Analogien zu den Städtebautheorien Aldo Rossis erkennen. Bauingenieur war Edy Toscano.

## Auszeichnungen und Preise
- 1987: Auszeichnung für gute Bauten Graubünden für Schulhaus, Castaneda[4]
- 2019: im Rahmen der Kampagne «52 beste Bauten – Baukultur Graubünden 1950–2000» erkor der Bündner Heimatschutz das von Max Kasper 1982 entworfene Schulhaus in Castaneda als eines der besten Bündner Bauwerke[5]

## Ausstellungen
- Zwölf Bündner Bauten der Siebziger- und Achtzigerjahre, Stadtgalerie Chur vom Schweizerischen Werkbund[6]